# Gelis monozonius
Gelis monozonius là một loài tò vò trong họ Ichneumonidae.